# Conimbriga
Conímbriga a Római Birodalom fontos városa volt, ma romváros, turistalátványosság, Portugália nemzeti emlékhelye Coimbrától 16, Condeixa-a-Novától kevesebb, mint két kilométernyire.

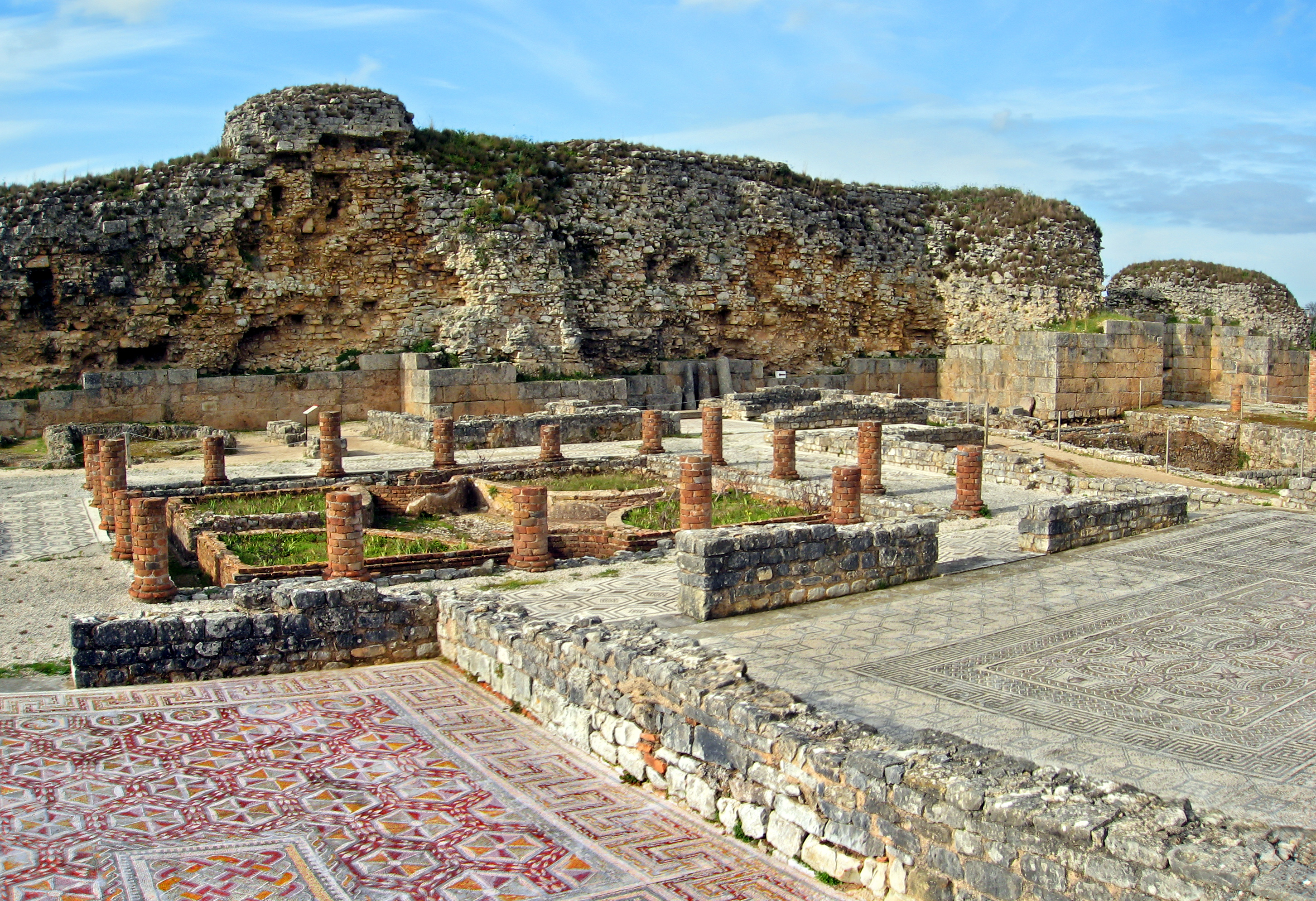

Nevét a rómaiak és a kelták előtt itt élt conii népről kapta.
A római korban Conímbriga Hispánia egyik legvirágzóbb városa volt, a mai Portugália területén nem a legnagyobb, de a legépebben ránk maradt. Termák, vízvezetékek, egy templom és a római fórum romjai kerültek itt elő és gyönyörű, nagy római mozaikok is fennmaradtak növénymotívumokkal, mértani alakzatokkal és mitológiai jelenetekkel díszítve.
A romváros múzeummal is rendelkezik, ahol az itt talált tárgyakat mutatják be, köztük orvosi eszközöket és pénzérméket.
Az évezred elejéig a romoknak csak egytizedét tárták fel. Az itt talált legkorábbi rétegek a Kr. e. 9. századba visznek vissza.
A római seregek Kr. e. 139-ben érkeztek ide Decimus Junius Brutus Callaicus vezetésével, aki Viriathus halála után megkezdte az Ibériai-félsziget meghódítását az itt élő keltáktól. A forrongó Lusitania lecsendesítése után az őslakók gyors romanizálódása következett.
A római korban Conímbriga Hispánia egyik legvirágzóbb városa volt. A 3. században várfalakkal építették körbe, hogy megvédjék a barbárok támadásai ellen. (A falak szinte épen fennmaradtak.) 468-ban mégis elfoglalták a szvébek. A város lakói átköltöztek az északabbra fekvő Aeminiumba, amit régi városuk nevére kereszteltek át. Ebből a városból lett a későbbi Coimbra, amelynek neve gyakorlatilag azonos Conímbrigáéval, csak módosult formában.